# ウォルトン郡 (ジョージア州)
ウォルトン郡（英: Walton County）は、アメリカ合衆国ジョージア州の郡である。人口は9万6673人（2020年）。郡庁所在地はモンローであり、同郡で人口最大の都市である。
ウォルトン郡はアトランタ都市圏（正確にはアトランタ・サンディスプリングス・マリエッタ大都市統計地域）に属している。

## 歴史
ウォルトン郡は1818年12月15日に設立された。郡名はアメリカ独立宣言に署名したジョージア代表3人の1人、ジョージ・ウォルトンに因んで名付けられた。他の2人はバトン・グインネットとライマン・ホールだった。
ウォルトン郡はアトランタ市から東に50キロメートルに位置している。モンロー市が郡庁所在地であり、その他の主要な町はローガンビルなどである。
ウォルトン郡からは7人のジョージア州知事を輩出した。すなわち、ジェイムズ・ボイントン、ハウエル・コブ、アルフレッド・コルキット、ウィルソン・ランプキン、ヘンリー・マクダニエル、リチャード・ラッセル・ジュニア、クリフォード・ウォーカーである。

## 地理

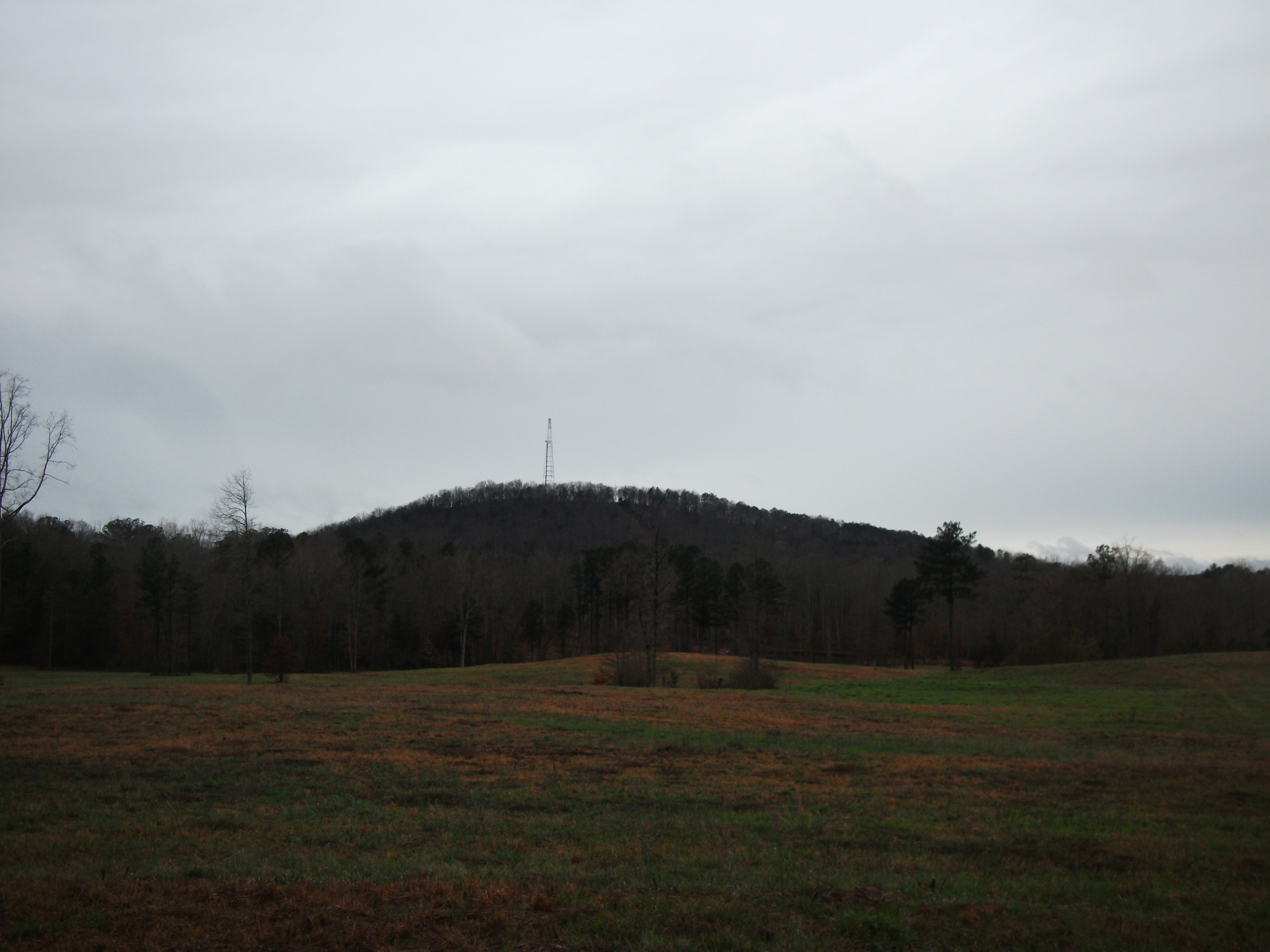
残丘のアルコビー山、周辺郡の中では最高地点

アメリカ合衆国国勢調査局に拠れば、郡域全面積は330.05平方マイル (854.8 km2)であり、このうち陸地329.18平方マイル (852.6 km2)、水域は0.87平方マイル (2.3 km2)で水域率は0.26%である。
ウォルトン郡の大半は農地と森林であり、開発が忍び寄っている。

### 主要高規格道路

#### 州間高速道路
- 州間高速道路20号線

#### アメリカ国道
- アメリカ国道78号線
- アメリカ国道278号線

#### ジョージア州道
- ジョージア州道10号線
- ジョージア州道10号線産業道路
- ジョージア州道11号線
- ジョージア州道12号線
- ジョージア州道20号線
- ジョージア州道81号線
- ジョージア州道83号線
- ジョージア州道138号線
- ジョージア州道186号線
- ジョージア州道402号線

### 隣接する郡
- バロウ郡 - 北
- オコニー郡 - 北東
- モーガン郡 - 南東
- ニュートン郡 - 南
- ロックデール郡 - 南西
- グイネット郡 - 北西

## 人口動態

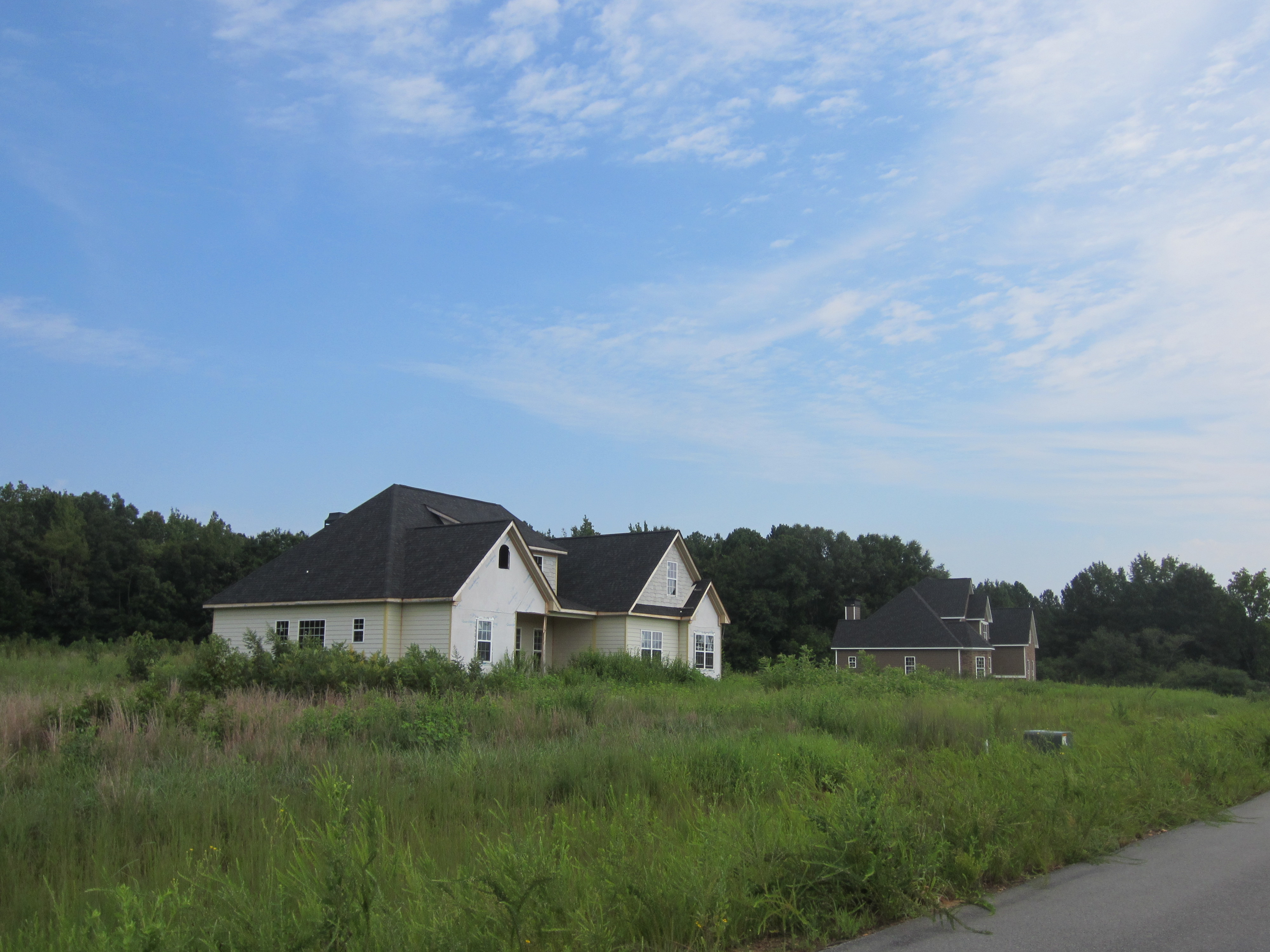
ウォルトン郡中央部に建設中の住宅

以下は2010年国勢調査による人口統計データである。
| 基礎データ - 人口: 83,768人 - 世帯数: 28,503 世帯 - 人口密度: 98人/km2（254人/mi2） 人種別人口構成 - 白人: 80.1% - アフリカン・アメリカン: 7.25% - ネイティブ・アメリカン: 0.3% - アジア人: 1.1% - 混血: 1.5% - ヒスパニック・ラテン系: 3.2% 年齢別人口構成 - 5歳未満: 7.25% - 18歳未満: 26.8% - 65歳以上: 12.1% - 性比（女性100人あたり男性の人口） - 総人口: 94.9 | - 高校卒以上（25歳以上）: 78.4% - 学士以上（25歳以上）: 16.8% - 退役兵数: 5,982人 - 平均通勤時間: 32.2分 収入と家計 - 収入の中央値 - 世帯: 50,321米ドル - 人口1人あたり収入: 22,624米ドル - 家屋価格の中央値: 162,000米ドル - 貧困線以下 - 対人口: 12% |

## 都市と町
- モンロー - 郡庁所在地
- ローガンビル
- ビトウィーン
- グッドホープ
- ジャージー
- ソーシャルサークル
- ウォルナットグローブ

### 未編入の町
- ボールドスプリングス
- カンプトン
- グラティス
- マウントバーノン
- パネル
- ウィンザー
- ユース